# Повест о новгородској белој камилавци
Повјест о новгородској бијелој камилавци је дјело староруске књижевности из 16.вијека. Претпоставља се да је аутор овог дјела Дмитриј Герасимов, који је за новгородског епископа Генадија сакупљао и преводио библијске књиге. 

## Фабула
Дјело има три фабуларне цјелине. Прва је посвећена првом римском цару хришћанину - Константину. Док је још увијек био паганин, цар Константин се разболио а љекари су му савјетовали да се окупа у крви 3000 новорођенчади. Цар се сажалио на мајке и дјецу која су требала бити жртвована и одлучи да их поштеди. У сну му се јаве апостоли Петар и Павле и кажу да га може излијечити епископ Силвестар који се крио у Риму због прогона хришћана. Епископ Силвестар крсти цара и цар оздрави. У знак захвалности, цар је епископу понудио царски вијенац који је овај одбио. Цар му на главу свечано стави бијелу камилавку и прогласи за папу. Папа Силвестар даље завјешта својим насљедницима да поштују камилавку и да је носе само у најсвечанијим приликама. 
Други дио приче се односи на чудесан прелазак камилавке из Рима у Константинопољ, а трећи дио даље из Константинопоља у Новгород - на главу новгородског епископа. 

## Позадина дјела
Прича о новгородској бијелој камилавци подржава руску политичку теорију о три Рима (као трећи се наводи Москва). Константинопољ је познат као други Рим, и послије подјеле цркве - центар православља. Како Константинопољ убрзо освајају Турци, бијела камилавка прелази у Русију која чува "праву вјеру". Нигдје се не говори изричито да је тај трећи Рим Москва или Новгород, али камилавка као јак симбол ипак припадне новгородском епископу. 
На црквеном сабору 1666 - 1667. ово дјело проглашавају лажним и плодом маште Дмитрија Герасимова. 
Совјетски историчари књижевности су сматрали ово дјело "расколничком причом" и да је прије свега одражало црквену независност Русије од грчке митрополије. 